# Полковничье (Харьковская область)
Полко́вничье (укр. Полковниче; до 2016 г. Красноарме́йское либо Червоноарме́йское
) — село, Новоолександровский сельский совет, Великобурлукский район, Харьковская область, Украина.
Код КОАТУУ — 6321483707. Население по переписи 2001 г. составляет 33 (13/20 м/ж) человека.

## Географическое положение
Село Полковничье находится возле истоков реки Сухой Бурлук, в 4-х км от реки Великий Бурлук, на расстоянии в 2 км расположены сёла Красное и Лозовое.

## История
- 1699 — дата основания.
- В 2016 году село было "декоммунизировано" и переименовано в Полковничье.

## Экономика
- В селе есть молочно-товарная ферма.